# Jo Diederen
Johannes Arnoldus Josephus (Jo/Sjo) Diederen (Schinveld 24 september 1932 – Hilversum, 6 december 1985) was een Nederlands hoboïst en dirigent.
Hij was zoon van Maria Hubertina Josepha Gielen en houthandelaar Johannes Arnoldus Diederen. Hij was getrouwd met Johanna Gerarda Josephina (Finy) van Eeghem. Na zijn overlijden werd hij in zijn geboortestad begraven (Grote Gast, Schinveld).
Zijn muziekleven begon in het harmonieorkest St-Caecilia in Schinveld. Hij ging leren aan de Muziekschool Hoensbroek (onder anderen bij Piet Stalmeier) en speelde in orkesten als Mijnstreek Kamerorkest en het Harmonieorkest van de Staatsmijn Emma. In die tijd stapte hij over naar de hobo. Verdere studies vonden na de militaire dienstplicht plaats aan het Conservatorium Maastricht. Hij speelde toen al in het orkest van de Zuid Nederlandse Opera. Na die studie leidde hij orkesten in Eijsden, Bingelrade en Brunssum. In plaats van in het zuiden te blijven trok hij naar Friesland.  
Diederen was tussen augustus 1959 en 1975 hoboïst in en naast Alfred Salten tweede dirigent van het Frysk Orkest. Dat orkest was gevormd na (her)sollicitaties uit het Leeuwarden Symfonie Orkest. Vanuit de opleiding daartoe (Stedelijke Muziekschool) kwam de vraag een studentenorkest samen te stellen. In 1962 kwam dat door onder meer Jan Masséus van de grond, studenten werden aangevuld met leden die de overstap niet konden bolwerken. Diederen volgde in 1964 Masseus op als dirigent van het kamerorkest. Diederen was immers ook al geregeld te zien als dirigent van het grote orkest, maar ook van de Leeuwarder Bach Vereniging (LBV) en fanfare- en harmonieorkesten in Friesland. Hij was ook als gastdirigent werkzaam buiten de landsgrenzen. Daarbij was hij ook directeur van de muziekschool in Drachten.
Een radicale uitstap was dat hij in 1975 solliciteerde bij het Symfonieorkest van Teheran; hij leidde (na enkele gastoptredens) het orkest twee jaar en kwam in 1977 terug. Hij werd klankregisseur bij de Nederlandse Omroep Stichting en regisseerde evenementen voor die omroep. Als nevenfunctie bleef hij dirigeren bij harmonieorkesten door het hele land, de Rooms-Katholieke Gildenbondsharmonie uit Boxtel zou de laatste zijn.  
Jo Dieder stierf op 53-jarige leeftijd in het harnas. Hij was als klankregisseur aan het werk bij de NOS toen hij aan een hartinfarct overleed.